# Lythria plumularia
Lythria plumularia là một loài bướm đêm trong họ Geometridae.